# Five Smokin' Tracks from Lit
Five Smokin' Tracks from Lit è un EP del gruppo post grunge dei Lit. È stato pubblicato il 10 dicembre 1996 con l'etichetta discografica Malicious Vinyl.

## Formazione
- A. Jay Popoff - voce
- Jeremy Popoff - chitarra, voce
- Kevin Baldes - basso
- Allen Shellenberger - batteria

## Tracce
1. Bitter (Lit) - 3:30
2. Fireman (Lit) - 4:08
3. No Big Thing (Lit) - 2:38
4. Beginning (A. Jay Popoff, Jeremy Popoff) - 3:07
5. Stain (Kurt Cobain) - 3:18